# Vencedores do Prêmio Brasil Olímpico de 2021
O Prêmio Brasil Olímpico de 2021 resumiu o troféu depois da pandemia de COVID-19 cancelar a edição de 2020. Os vencedores de atleta do ano de 2021 foram  a ginasta Rebeca Andrade e o canoísta Isaquias Queiroz, com os outros finalistas sendo o boxeador Hebert Conceição, a nadadora Ana Marcela Cunha (maratona aquática), a skatista Rayssa Leal, e o surfista Ítalo Ferreira.

## Vencedores por modalidade
A lista dos melhores de 2021 incluiu atletas de 50 modalidades: